# Isis elongata
Isis elongata är en korallart som beskrevs av Gray 1857. Isis elongata ingår i släktet Isis och familjen Isididae. Inga underarter finns listade i Catalogue of Life.